# معدي
معدي هي قرية داخل لواء دير علا في الأردن، وتمتاز بجبالها العالية. ويوجد بها الكثير من المواقع الأثرية.
تقع بلدة معدي في لواء ديرعلا ضمن نطاق بلدية معدي الجديدة ويفصل بينها وبين ديرعلا سيل الزرقاء المعروف. يسكن بلدة معدي ما يقرب من 7 آلاف نسمة في أربع أحياء رئيسة يفصل بينها وادي شعبان وكذلك قناة الغور الشرقية التي تخترق وسطها من الشمال إلى الجنوب محاذية الشارع الرئيس ضمن منظر خلاب حيث يعلوها ثلاثة جسور أحدها -و هو الأجمل - جسر المشاة العلوي. تتميز معدي بكثرة أشجارها التي تتوزع على شوارع البلدة الرئيسة  والفرعية وقناة الغور والبيوت حيث أكثر البيوث فيها حدائق منزلية جميلة جدا مما يجعلها إحدى أجمل قرى الغور الأردني لكثرة أشجارها وتنظيمها الرائع .
تتميز البلدة بحسن تنظيمها ونظافة شوارعها وكفائتها ،كما تتميز بهدوئها المرغوب لدى الكثيرين  واستقرارها الأمني المميز،  وبوجود العديد من الخدمات الضرورية بدءاً من المستشفى الحكومي والمخفر الأمني  والدوائر الحكومية والحوانيت وخدمات المركبات والمطاعم والاستراحات  والمدارس الحكومية والخاصة، كما وتعتبر مدرسة معدي الثانوية للبنين أقدم مدرسة في الوداي حيث تم تأسيسها سنة 1953 ميلادية، وقد خرجت الآلاف من الطلبة المبدعين على مر تاريخها.
أحد أجمل المناظر فيها شارع البلدية باتجاه مثلث العارضة الذي تحفه مختلف أنواع الأشجار الحرجية في منظر خلاب يمكن للضيوف ومتنزهي الربيع الجلوس تحتها، كما ويتوفر بائعو الخضارالطازجة  والقهوة على هذا الشارع السياحي الخلاب.
يكثر في معدي الوحدات الزراعية المزروعة بالبيوت البلاستيكية والبيارات الحمضية  ويمر بها سيل الزرقاء كما ذكرنا والذي يبدأ مجراه من مدينة الزرقاء الأردنية المعروفة وتقع عليه عيون مياه كبريتية استشفائية في منطقة أبي الزيغان التابعة لبلدية معدي الجديدة.